# Bloque Caribe de las FARC-EP
El Bloque Caribe de las FARC-EP o Bloque Martín Caballero era una de las unidades subdivisionales de la guerrilla de las Fuerzas Armadas Revolucionarias de Colombia Ejército del Pueblo. (FARC-EP).

## Historia
Aparece con el Frente 19 en la Sierra Nevada y se expandió con el desdoblamiento de frentes como el 35, el 37 y el 41, a este Bloque pertenecen los jefes guerrilleros de las FARC-EP, alias 'Simón Trinidad' y alias 'Martín Caballero'.
El Bloque Caribe de las FARC-EP era liderado por Luciano Marín Arango alias 'Iván Márquez' y contaba con 550 guerrilleros hasta 2008. No tenía columnas móviles, poseía 5 Frentes y 1 compañía móvil ya que la otra fue desmantelada.
Por otra parte en La Paz (Cesar) se incautaron insumos para producir pasta de coca. En el municipio de Dibulla se encontraron 100 hectáreas de coca. En Agustín Codazzi, Pailitas y La Paz (Cesar) se incautaron laboratorios para el proceso de droga y  Sincelejo se han incautaron estupefacientes.
En el 2010 el gobierno colombiano de Álvaro Uribe denunció que miembros del Bloque Caribe se resguardaban en territorio venezolano bajo el auspicio del gobierno del presidente venezolano Hugo Chávez, las denuncias causaron la Crisis diplomática entre Colombia y Venezuela de 2010. Se cree, que la protección a las FARC-EP en Venezuela continuó con el presidente venezolano Nicolás Maduro.

## Área de operaciones
El Bloque Caribe operó en la región fronteriza entre la Región Caribe de Colombia y el estado Zulia, en Venezuela.
También era conocido con el nombre de Martín Caballero o Benkos Biohó.

## Miembros principales
| Foto | Jerarquía             | Nombre                                | Alias            | Estado                                                                 |
| ---- | --------------------- | ------------------------------------- | ---------------- | ---------------------------------------------------------------------- |
|      | Comandante del Bloque | Luciano Marín Arango                  | Iván Márquez     | Jefe de las Disidencias de las FARC-EP                                 |
|      | Jefe del Bloque       | Hermilo Cabrera Diaz                  | Bertulfo Álvarez | Reincorporado, fallecido en 2021                                       |
|      | Jefe del Bloque       | Abelardo Caicedo Colorado             | Solís Almeida    | Reincorporado                                                          |
|      | Jefe del Bloque       | Seusis Hernández                      | Jesús Santrich   | Jefe de las Disidencias de las FARC-EP. (Abatido en Venezuela en 2021) |
|      | Ideólogo              | Guillermo Enrique Torres Cueter       | Julián Conrado   | Reincorporado, fue Alcalde de Turbaco (Bolívar)                        |
|      | Comandante del Bloque | Juvenal Ovidio Ricardo Palmera Pineda | Simón Trinidad   | Preso en Estados Unidos                                                |
|      | Comandante del Bloque | Gustavo Rueda Díaz                    | Martín Caballero | Abatido en 2007                                                        |

## Frentes
El bloque Caribe estaba conformado por:
- Frente 19 José Prudencio Padilla de las FARC-EP: 70 combatientes en 2012.[7] operó en el departamento de Magdalena Según Nuevo Arco Iris contaba con unos 100 combatientes en 2012.[8]
- Frente 35 Benkos Bioho de las FARC-EP:[9] operó en los departamentos de Sucre, Antioquia y Córdoba.
- Frente 37 Martín Caballero de las FARC-EP: operó en la región de los Montes de María. Según fuentes oficiales solo le quedaban unos 55 combatientes en 2012.[7]
- Frente 41 Cacique Upar de las FARC-EP: 82 combatientes en 2012.[7] operó en el departamento del Cesar y Venezuela.
- Compañía Efraín Guzmán: 93 combatientes en 2012.[7]
- Frente 59 Resistencia Guajira de las FARC-EP: con 132 combatientes en 2012.[10] Operó en el departamento de La Guajira y Venezuela. La Villa del Rosario, Machiques de Perijá y Alto Guasare,en el Estado Zulia

## Proceso de paz y desmovilización
Zona Veredal de Pondores (La Guajira) y  Espacio Territorial de Capacitación y Reincorporación (ETCR) de la vereda Tierra Grata, en el municipio de Manaure Balcón del Cesar (Cesar).

## Delitos
- Tomas guerrilleras y ataques
- Secuestros masivos o pescas milagrosas. Secuestros de los ministros Fernando y Consuelo Araujo
- Atentados terroristas